# 大巴尔考
大巴尔考是德国石勒苏益格－荷尔斯泰因州的一个市镇。总面积2.93平方公里，总人口179人，其中男性90人，女性89人（2011年12月31日），人口密度61人/平方公里。